# Chamber TV
Chamber TV est la chaîne parlementaire du Luxembourg.
Cette chaîne est en luxembourgeois et diffuse les session parlementaire de la Chambre des députés luxembourgeoise. Chamber TV montre en direct ou rediffuse les débats, ou bien des documentaires et des reportages sur les activités des députés.
Chamber TV a été diffusé pour la première fois le 4 décembre 2001 et elle est disponible par câble, satellite et sur le site de la Chambre des Députés.